# Ташкентский троллейбус
Ташкентский троллейбус — закрытая троллейбусная система Ташкента. Была открыта 5 ноября 1947 года. Просуществовав почти 63 года, некогда крупнейшая в Центральной Азии система троллейбуса была закрыта 1 мая 2010 года.

## История
Троллейбус появился на улицах Ташкента 5 ноября 1947 года. Интервал движения на первом маршруте составлял 15 минут. Выпуск составлял 6 машин МТБ-82Д. Депо находилось на территории бывших казачьих конюшен (ул. Тараса Шевченко, 28). Первым директором троллейбусного парка стал Николай Сергеевич Свечников. Первый маршрут прошёл от железнодорожного вокзала до пл. Калинина (Эски Джува), соединив собой старый и новый город.
В 1948 году открылся второй маршрут от пл. Бешагач до пл. Калинина (Эски Джува). В 1949 г. открылся третий маршрут от железнодорожного вокзала до пл. Бешагач. Четвёртый маршрут (1950 г.) был пущен от пл. Калинина (Эски Джува) до ул. Урицкого. Пятый маршрут (1950 г.) прошёл от железнодорожного вокзала до ул. Урицкого. Шестой маршрут (1951 г.) пущен от Текстильного комбината (56 разъезд) до махалли Чукурсай. В конце 1950-х годов было начато строительство троллейбусного депо № 2, которое открылось в 1962 году на ул. Пионерской (Арнасай).
В 1960 году средняя скорость троллейбуса составляла 16,5 км/ч, в отличие от трамвая, который имел среднюю скорость 12,5 км/ч.
В 1975 году было открыто трамвайно-троллейбусное депо № 3, объединившее трамваи и троллейбусы.
С 1990-х троллейбусные линии в городе начали сокращаться, и в итоге 1 мая 2010 года был закрыт последний маршрут №6 от 20-го квартала массива «Чиланзар» до площади Бешагач. Вместо троллейбусов по всем маршрутам были пущены автобусы «Исузу» производства Самаркандского автозавода, троллейбусные линии были демонтированы, а водители троллейбусов были переучены на водителей автобусов.

## Закрытые троллейбусные депо

### Троллейбусное депо №1
41°17′59″ с. ш. 69°16′36″ в. д.
- Адрес: ул. Тараса Шевченко, 28
- Открыто	в 1947 году
- Закрыто	в 2001 году[источник не указан 55 дней]

### Троллейбусное депо №2
41°16′56″ с. ш. 69°13′55″ в. д.
- Адрес: ул. Пионерская (Арнасай), 4
- Открыто	в 1962 году
- Закрыто	30.04.2010

### Трамвайно-троллейбусное депо №3
41°21′10″ с. ш. 69°21′05″ в. д.
- Адрес: ул. Темура Малика, 3а
- Открыто	в 1975 году
- Закрыто	в 2010 году[источник не указан 55 дней]

## Подвижной состав

### На момент закрытия
- Škoda 14Tr
- ЗиУ-682

### Исторический
- МТБ-82
- ЗиУ-5
- Зиу-5Д
- ТБЭС (СВАРЗ б/у из Москвы 10 шт)
- ЗиУ-682Б
- ЗиУ-682В
- ЗиУ-682В1
- ЗиУ-683ВО1

## Галерея

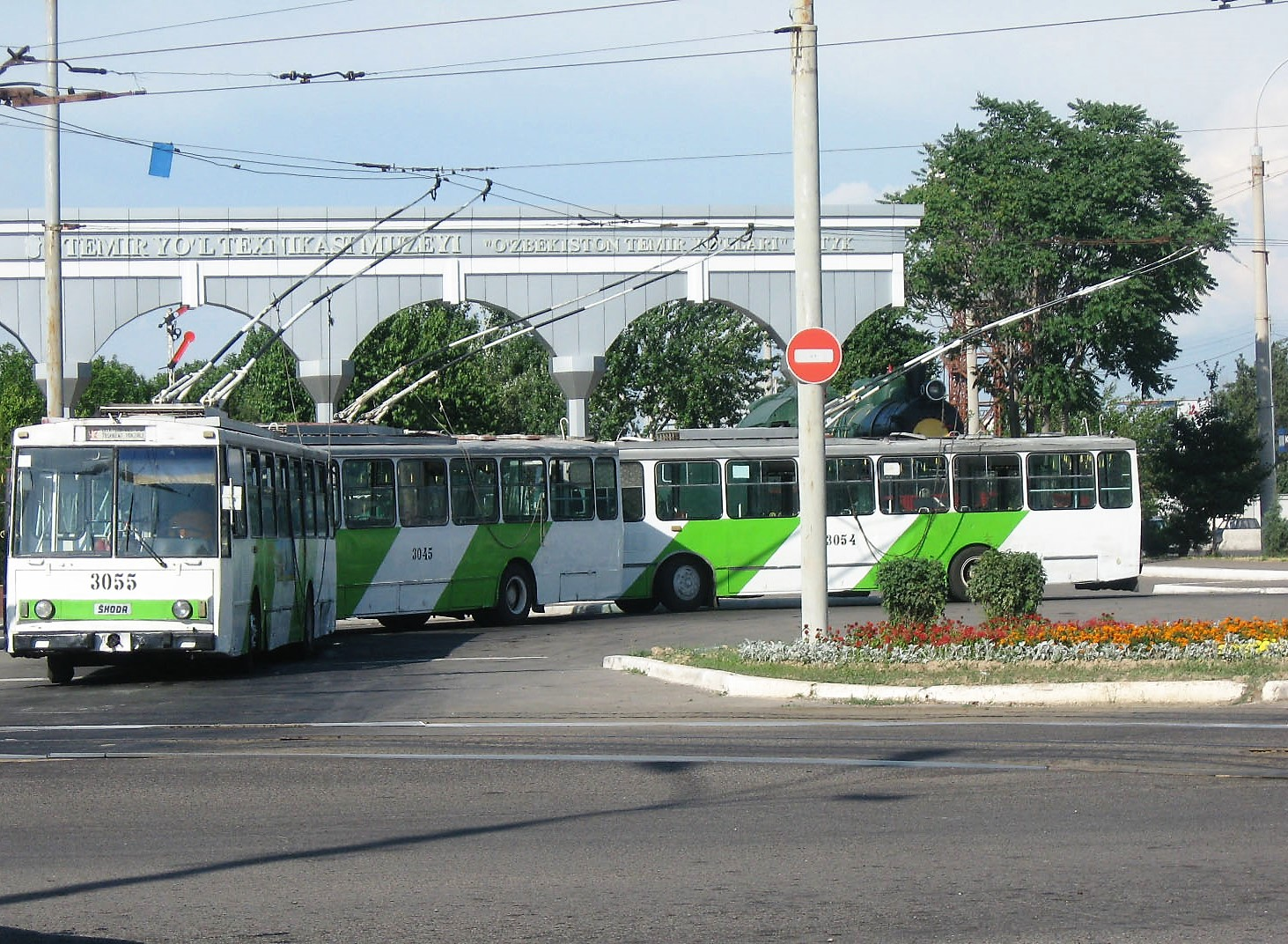
Троллейбусы Škoda 14Tr на маршруте №17 (разворотное кольцо «Северный вокзал»)
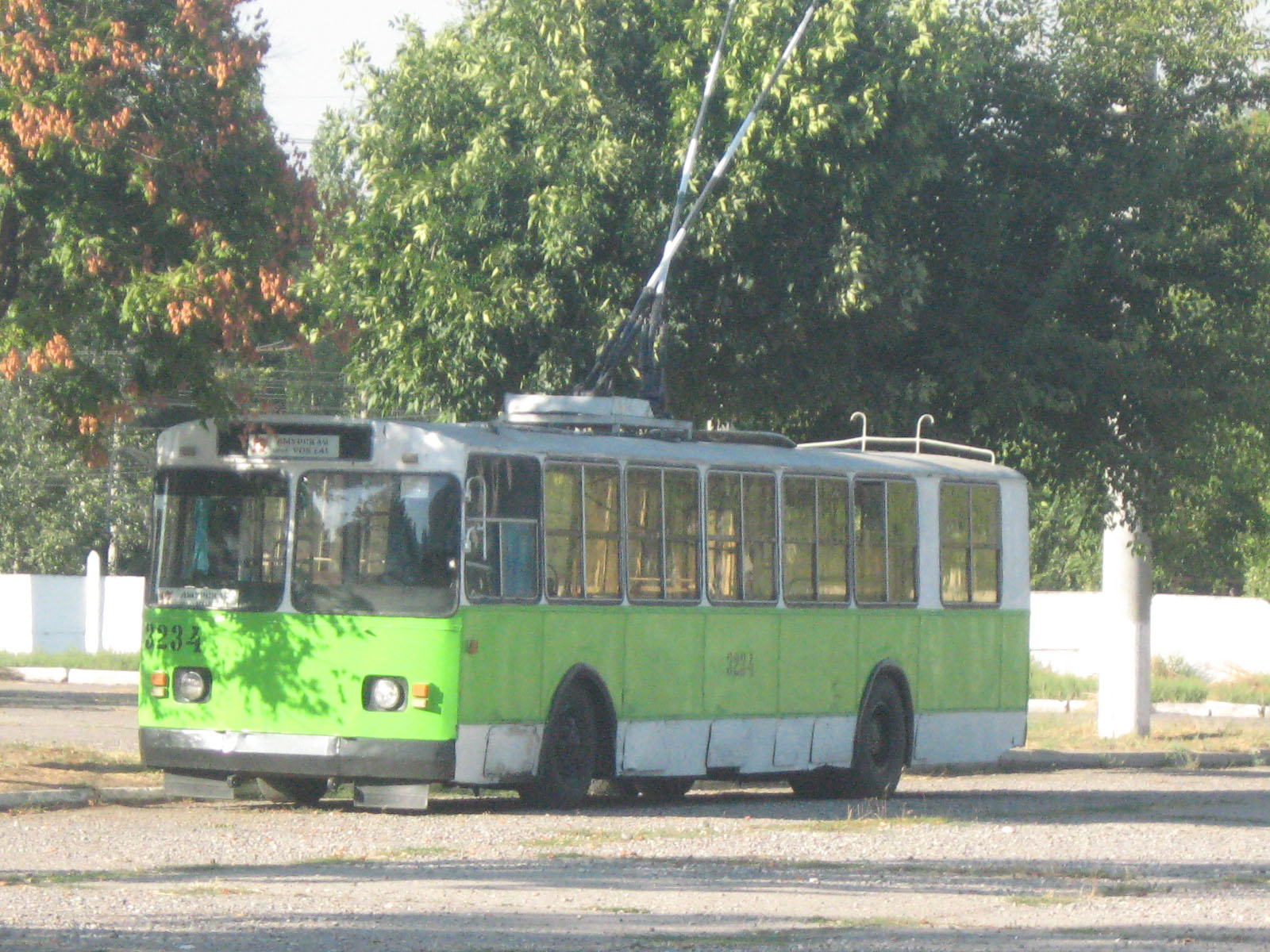
ЗиУ-682 17-го маршрута на территории трамвайно-троллейбусного депо №3
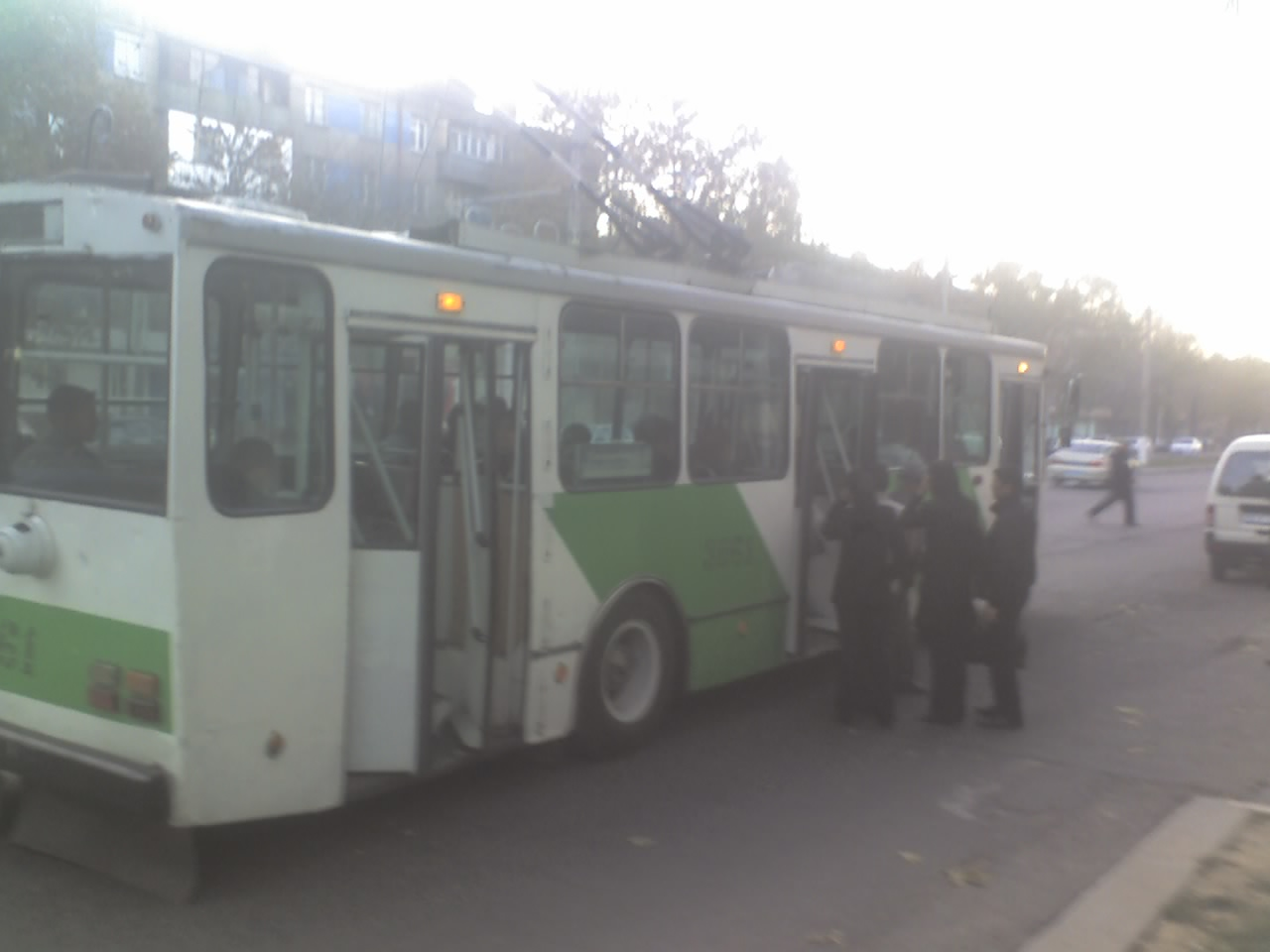
Škoda 14Tr на маршруте №6 (остановка «м-в Чиланзар-1»)